# Likos (syn Hyrieusa)
Likos (także Lykos; gr. Λύκος Lýkos 'wilk', łac. Lycus) – w mitologii greckiej król Teb.
Uchodził za syna Hyrieusa i nimfy Klonii. Wraz z Dirke, która była jego żoną, uwięził i znęcał się nad swoją bratanicą, Antiopą (według jednej z wersji uchodziła za jego pierwszą żonę). Uśmiercili go synowie Antiopy, Amfion i Zetos.